# Buchmalerei der Renaissance

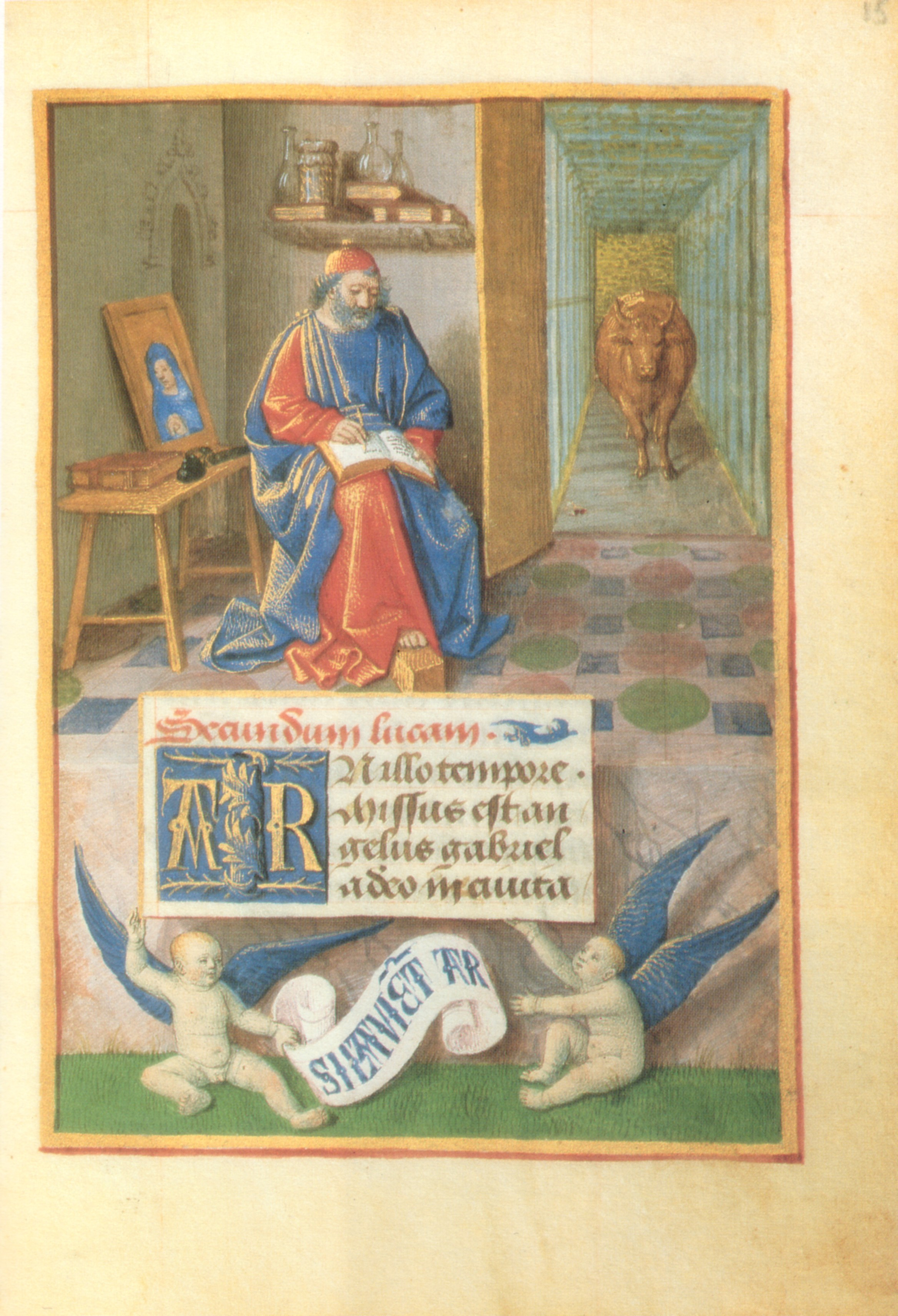
Jean Fouquet: Stundenbuch des Jean Robertet (New York, Pierpont Morgan Library, M. 834) (Frankreich, um 1460–1465).

Die Buchmalerei der Renaissance ist ein Stil der europäischen Buchmalerei. Die Renaissance ging im 15. Jahrhundert aus der Gotik hervor.
Die Bedeutung als eine der großen Gattungen der bildenden Kunst, die innerhalb der Malerei gleichberechtigt neben der Tafel- beziehungsweise Leinwand- und der Wandmalerei stand, verlor die Buchmalerei mit dem Aufkommen des Buchdrucks, der untrennbar mit dem Zeitalter der Renaissance verknüpft ist. Durch drucktechnische Verfahren – zunächst der Holzschnitt, dann der Kupferstich – entwickelte sich auch die Buchillustration vom individuellen Kunstwerk zu einem für breite Schichten erschwinglichen Massenmedium, das die Buchmalerei sehr schnell fast völlig verdrängte.

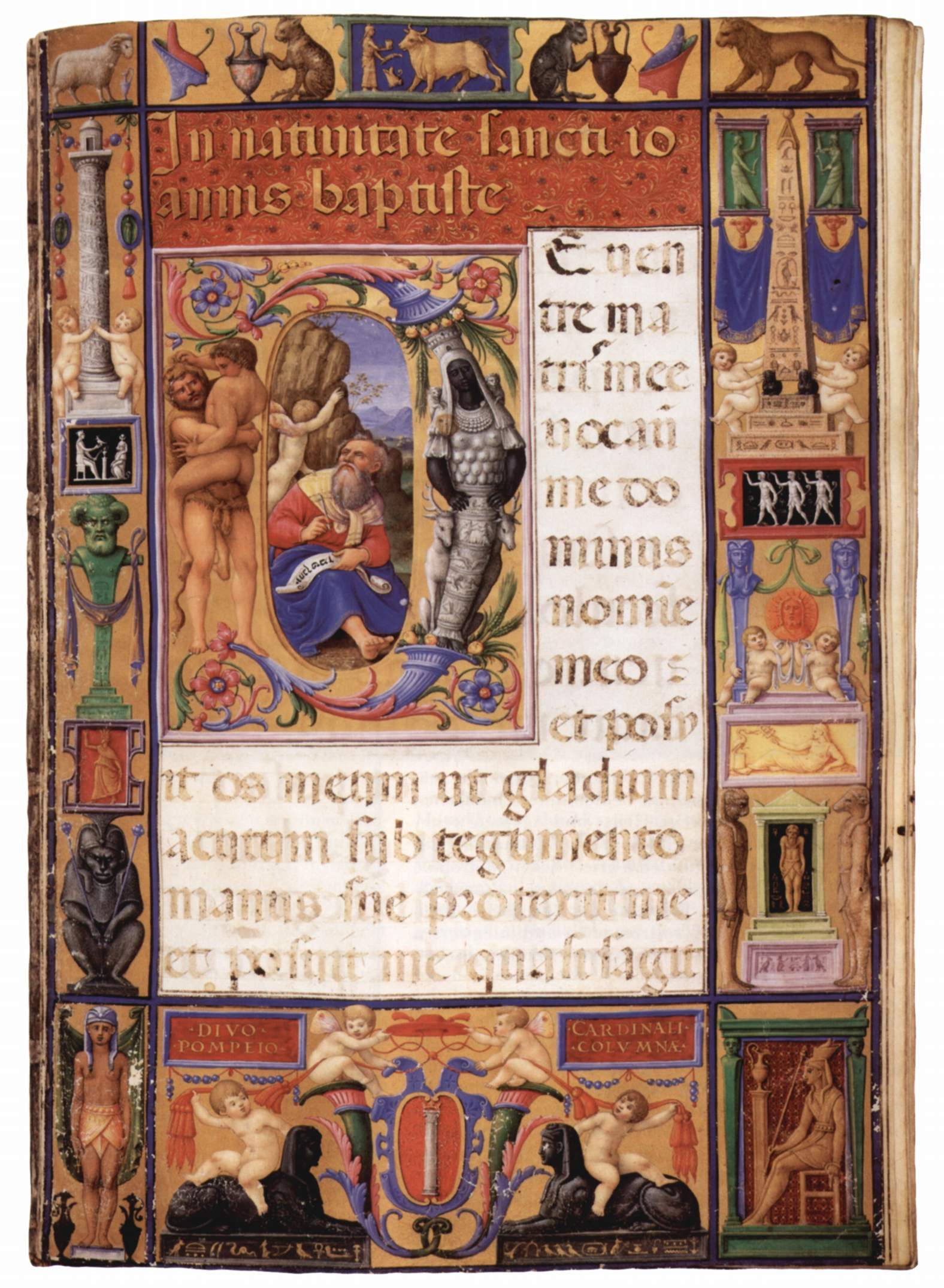
Giulio Clovio: Colonna-Missale (Italien, um 1532).

In der Regel lebte die Buchmalerei in der Frühen Neuzeit nur noch dort fort, wo Texte lediglich für Einzelausgaben gedacht waren und sich ein Druck deshalb nicht lohnte. Zu den illustrierten Buchtypen gehörte besonders das Hausbuch, wie es beispielhaft in einem Exemplar von Schloss Wolfegg überliefert ist, oder Familienchroniken, wie die Zimmerische Chronik aus der Mitte des 16. Jahrhunderts, in denen besonders heraldische Malereien zu finden sind. Auch lokale Privilegien und Statuten entstanden in illustrierten Einzelexemplaren, etwa der Balthasar-Behem-Kodex (Krakau, Biblioteka Jagiellońska). 1505 in Krakau. Eine besondere Form des illustrierten Buches waren riesige Antiphonare, Chorbücher, die für den gesamten Chor lesbar sein mussten und deren Buchschmuck vor allem in historisierten Initialen bestand. Die prächtigsten ausgeschmückten Buchtypen des 15. und 16. Jahrhunderts waren die für die private Andacht bestimmten Gebets- und Stundenbücher, in Italien kamen Schriften der Humanistenliteratur hinzu. Viele dieser frühneuzeitlichen Bücher sind nicht mit Deckfarbenmalerei, sondern mit teilweise kolorierten Federzeichnungen illustriert. 

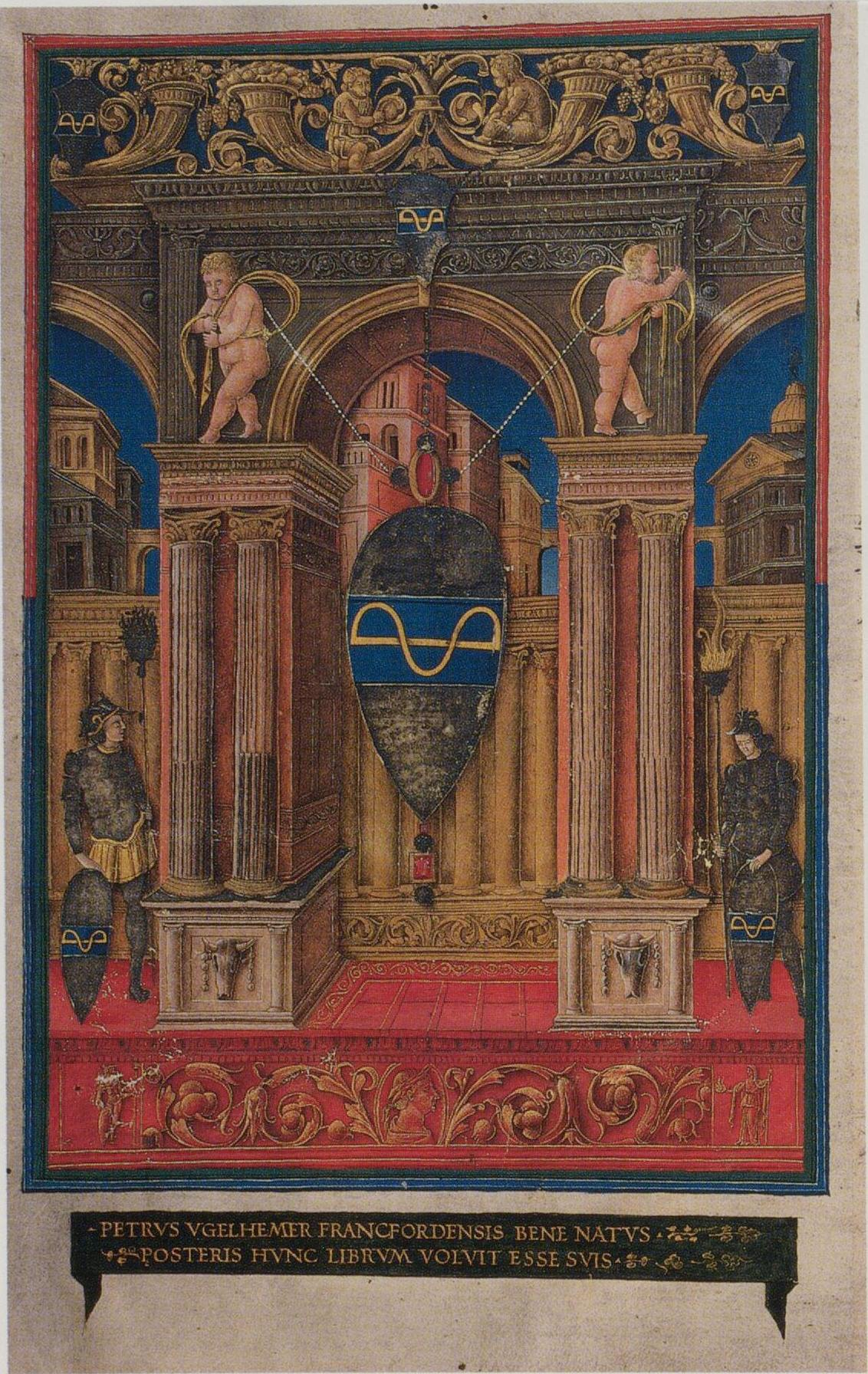
Zierseite im Digestum novum des Justinian, 1477 für Peter Ugelheimer in Venedig gemalt (Gotha, Forschungsbibliothek, Mon. Typ. 1477, 2° 13)

 Einen Sonderfall stellt anscheinend die venezianische Renaissance-Buchmalerei dar, die durch das Entstehen einer örtlichen Druckindustrie ab 1469 einen massiven Aufschwung erlebte. Hier wurden zudem noch weit über die Mitte des 16. Jahrhunderts offizielle Dokumente wie die Commissioni im Auftrag der Empfänger ausgemalt; sie sind in erheblicher Zahl im Museo Correr erhalten. Mit den Schweizer Bilderchroniken des 15. und 16. Jahrhunderts entstand nach den Burgunderkriegen eine „Quelle schweizerischen Nationalbewusstseins.“
Ein besonderes Feld der frühneuzeitlichen Buchmalerei waren exklusive Werke für Bibliophile, die auf Unikate nicht verzichten wollten. Mitunter wurden auch Drucke nachträglich mit Illustrationen versehen, so das Gebetbuch Kaiser Maximilians I. von 1514/1515, das von sieben führenden Künstlern der Zeit mit Randzeichnungen versehen wurde, darunter Hans Burgkmair, Hans Baldung, Lucas Cranach d. Ä. und Albrecht Dürer. Mindestens 14 gedruckte Werke ließ zwischen 1469 und 1483 der nach Venedig ausgewanderte Frankfurter Kaufmann Peter Ugelheimer von den besten in der Lagunenstadt arbeitenden Miniatoren, darunter Benedetto Bordone und Girolamo da Cremona, mit Frontispizen ausmalen.
An der Schwelle von der Gotik zur Renaissance stehen unter anderem Jean Fouquet, Barthélemy d’Eyck, während Giulio Clovio oder Albrecht Altdorfer bereits eindeutig der Renaissance zuzurechnen sind. Unter den Buchmalern des 16. Jahrhunderts sind die Familie Glockendon in Nürnberg, Hans Mielich in München, Jörg Kölderer in Tirol, Jean Bourdichon in Frankreich, Attavante degli Attavanti in Florenz, die Familie Bening in Brügge und Georg Hoefnagel in Antwerpen und Wien zu nennen, die unter anderem für die Kaiser Friedrich III., Maximilian I., Karl V. und Rudolf II. sowie für den Stadtherrn von Florenz Lorenzo den Prächtigen, Lorenzo di Pierfrancesco de’ Medici, den ungarischen König Matthias Corvinus und Erzherzog Ferdinand von Tirol arbeiteten.
Charakteristisch für die Renaissancekünstler ist eine Annäherung der Buchillustration an das autonome Kunstwerk, das Tafelbild. Alle Errungenschaften der Renaissance-Kunst, besonders die malerische Beherrschung der Perspektive und Räumlichkeit, fanden aus Italien kommend auch Eingang in die Buchmalerei. Gleichzeitig entwickelten sich die historisierten Initialen zu Bilderrahmen der Miniaturen, die eigentliche Zierinitiale dagegen verschwand nördlich der Alpen. Ein anderes wesentliches Merkmal war die Auseinandersetzung mit antiken Buchillustrationen, die sich nicht zuletzt in antikisierenden Dekorationselementen wie architektonischen Rahmen, Reliefs, Medaillons oder Putten niederschlug. Typischerweise wurde der zu illustrierende Text mehr und mehr Teil des Bildes und häufig auf Schrifttafeln in die Komposition integriert.